# База Дульсе
База Дульсе (англ. Dulce Base) — согласно конспирологической теории, подземное сооружение, совместно управляемое людьми и инопланетянами, расположенное под столовой горой Арчулета, недалеко от города Дульсе, штат Нью-Мексико, США. Первые заявления о существовании объекта принадлежат бизнесмену Полу Бенневитцу из города Альбукерке.

## История
В 1979 году Бенневитц убедил себя, что перехватывает электронные переговоры между космическим кораблём и сооружением за пределами Альбукерке. К 1980 году он начал верить, что обнаружил секретную подземную базу неподалёку от города Дульсе, населённую людьми и серыми гуманоидами. К 1983 году заявления Бенневитца были опубликованы в прессе.
Эта история широко распространилась среди сообщества любителей НЛО, и в 1987 году уфолог Джон Лир заявил о наличии в его распоряжении независимых доказательств существования базы.
В 1986 году Джордж Клинтон Эндрюс рассматривал мифы вокруг базы Дульсе в своей книге «Внеземные существа среди нас» (англ. Extra-Terrestials among us). В 1988 году таблоид «Weekly World News» опубликовал эту историю под заголовком «База НЛО обнаружена в Нью-Мексико», где утверждалось, что «дьявольские захватчики из другой звёздной системы основали секретную подземную базу в скалистых горах Нью-Мексико, где они планируют отлавливать людей и использовать их как подопытных кроликов в своих причудливых генетических экспериментах». В публикации «Weekly World News» в качестве доказательств использовались цитаты, приписанные уфологу Леонарду Стрингфилду. Стрингфилд позже писал «Ещё никогда я не читал такое искажение фактов в своей жизни».

## Влияние
Религиовед и политолог Майкл Баркун писал, что подземные ракетные комплексы времён Холодной войны в окрестностях дали сравнительную правдоподобность слухам, сделав миф о базе Дульсе «привлекательной легендой» среди уфологов. Согласно Баркуну, заявления об экспериментах над похищенными людьми и перестрелках между пришельцами и отрядом Дельта «ставят легенду о базе Дульсе далеко впереди даже самых неправдоподобных свидетельств о секретных подземных базах».
Жители города Дульсе утверждают, что видели НЛО, странные движущиеся огни и много других необъяснимых явлений в данной местности. Президент законодательного совета апачей-хикарилья Тай Висенти «пользовался идеей базы Дульсе, по большей части ради стимулирования туризма». В 2016 город Дульсе принял конференцию по базе Дульсе в местном казино отеле.